# 徳島児童ホーム
徳島児童ホーム（とくしまじどうホーム）は、徳島県徳島市川内町にある児童養護施設。社会福祉法人「矯風会」が管理・運営を行っている。

## 沿革
- 1921年 - 日本キリスト教婦人矯風会徳島支部を設立。
- 1930年 - 徳島市北出来島町に婦人ホームの事業開始。
- 1942年 - 母子保護功労により厚生大臣賞を受ける。
- 1946年 - 生活保護法による保護施設の認可を受ける。
- 1948年 - 児童福祉法により養護施設及び母子寮認可。
- 1952年 - 社会福祉法人組織として認可。
- 1969年 - 徳島市城東町2丁目の徳島市少年の家跡へ移転。徳島児童ホームと改称。
- 2003年 - 徳島東環状線建設工事のため、川内町大松に移転。

## 施設概要
- 敷地面積：3,416m2（市有地）
- 建物面積：1,716.9m2
- こども家庭支援センター望50.52m2
- 建物構造：鉄筋コンクリート鉄骨造2階建て

## 交通
- 徳島バス川内循環線、大松北下車、徒歩約2分。